# 2014년 베이징 APEC 정상회의
2014년 베이징 APEC 정상회의는 아시아 태평양 경제협력체(APEC)가 주최한 26번째 연례모임이다. 금년 정상회담은 중화인민공화국의 수도 베이징에서 열렸으며 기간은 2014년 11월 10일부터 11일까지 2일간에 걸쳐 진행된다.

## 참가국 지도자
2014년 베이징 APEC 정상회의의 참가자로는 대한민국의 박근혜 대통령과 미국의 버락 오바마 대통령, 중화인민공화국의 시진핑 주석, 일본의 총리인 아베 신조 등이 있다.
이번 정상회의에서는 중화민국의 마잉주 총통이 참석하여 중국 주석인 시진핑을 만날것이라는 예측도 있었으나, 2013년 APEC 정상회의와 같이 마잉주 총통 대신 샤오완창이 대신하여 회의에 참석하였다.
금년 10월 20일에 새로 취임한 인도네이사 대통령인 조코 위도도는 2014년 APEC 정상회의가 그의 첫 국제무대였다.
중국 정부는 또한 홍콩의 센트럴가 점령 시위대 지도자들을 홍콩에서 APEC 정상회의를 "훼방"놓으려고 했다는 이유로 강력한 조사에 들어갔다.

## 행사준비
중국은 유례없는 강력하고 다양한 조처들로 베이징에서 빈번하게 발생하는 스모그를 없애고자 노력했다. 11월 7일부터 APEC 기간 동안에 차량 2부제를 실시했으며, 베이징시와 그 주변의 허베이성의 공장들까지 가동을 중지시켰다. 이러한 특단의 조치들로 APEC이 시작하는 주에는 베이징에서 푸른 하늘을 볼 수 있었다. 또한 지나친 조치들로 난방이 중단되고, 교통등에 불편을 겪게되자 네티즌들 사이에서는, 'APEC blue'라는 정부의 행각을 비판하는 신조어까지 등장했다.
또한 베이징 시정부는 할로윈 기간 동안에, 지하철에서 할로윈 분장을 한 사람들의 승차를 시민 안전문제를 거론하며 거부했다.

## APEC 행사
중국의 시진핑 주석과 일본의 아베가 11월 10일 만나 정상회담을 가졌다. 회담 후 사진촬영에서 양 국의 지도자들의 표정이 매우 상이했다.